# Isaak-Synagoge

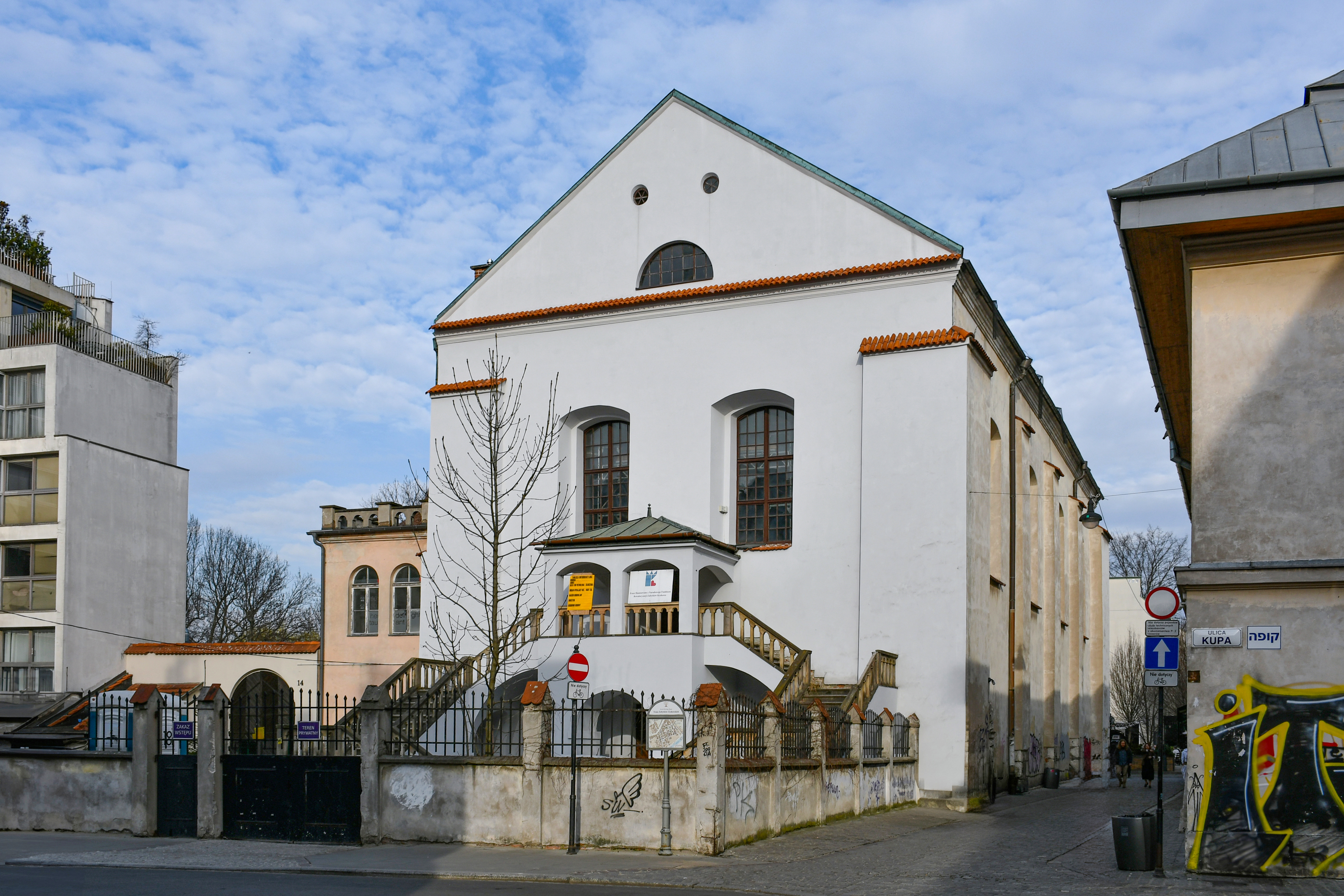
Isaac Synagoga (2025)

Die Isaak-Synagoge (polnisch Synagoga Izaaka Jakubowicza) im Stadtteil Kazimierz der polnischen Stadt Krakau wurde Mitte des 17. Jahrhunderts erbaut. Sie dient heute wieder als Synagoge.

## Geschichte
1638 erhielt der wohlhabende jüdische Händler Isaak Jakubowicz vom polnischen König Władysław IV. Wasa die Erlaubnis zur Errichtung einer Synagoge. Diese wurde 1644 fertiggestellt.
Sie wurde im Laufe der Jahre immer wieder umgebaut. Während der deutschen Besetzung Polens im Zweiten Weltkrieg wurde das Gebäude verwüstet, dabei wurde auch die Bima vollständig zerstört.
Nach dem Krieg wurde das Innere teilweise restauriert; im Jahr 1981 gab es wiederum Zerstörungen durch ein Feuer.
1989 wurde die Synagoge an die jüdische Gemeinschaft zurückgegeben; sie dient heute nach erneuten Restaurierungen sowohl als Gotteshaus als auch als Museum.

## Architektur
Das Gebäude ist im Stil des Spätbarock errichtet. Von dem Eingang im Westen gelangt man in die Vorhalle und von dort in den Männergebetsraum. Über der Vorhalle befindet sich der Frauengebetsraum, der durch eine Arkade noch einmal von dem Hauptraum abgeschirmt ist. Die Frauenempore ist über eine äußere Treppe erreichbar.
Die Innenmaße betragen 11,40 m in der Breite sowie 17,80 m bzw. 25,60 m inklusive Vorhalle in der Länge. An den Seitenwänden befinden sich je vier und im Westen und Osten je zwei hoch angebrachte Fenster. Die Höhe bis zum höchsten Punkt des Deckengewölbes beträgt 13,40 m. Die Wände sind mit polychromen Gemälden verziert.
Die im Krieg zerstörte Bima stand in der Mitte der Synagoge; sie war in der Form einer gusseisernen Laube gestaltet; heute besteht sie aus einem von einem hölzernen Geländer umgebenen Podium.

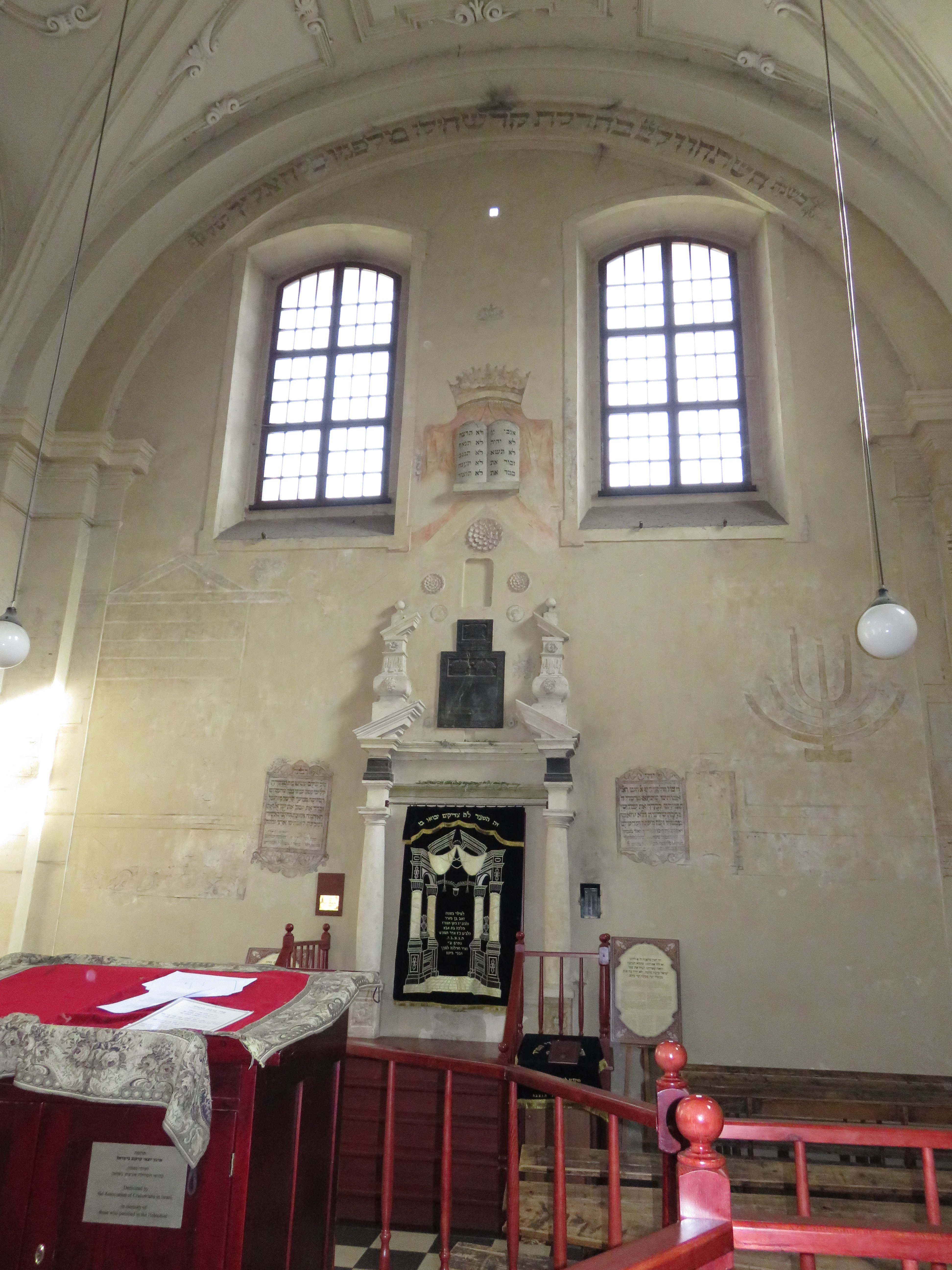
Toraschrein mit Bima im Vordergrund (2016)

Der Toraschrein an der Ostwand wird von zwei schlanken Säulen gesäumt. Darüber ist ein beschädigtes Tympanon mit Fialen, beidseitig umrahmt mit hebräischen Gebeten. Abgeschlossen wird das Ganze nach oben mit den gekrönten Gesetzestafeln. Rechts neben dem Toraschrein ist eine Menora auf die Wand gemalt. Der hebräische Text im Rundbogen unter der Decke gibt die Jahreszahl der Errichtung der Synagoge an.